# Negibna točka
Nègíbna tóčka (tudi fíksna tóčka in ìnvariántna tóčka) funkcije je v matematiki točka kot element njenega definicijskega območja, ki ga funkcija preslika sama vase. {\displaystyle x_{0}\,} je negibna točka funkcije {\displaystyle f(x)\,} če in samo če {\displaystyle f(x_{0})=x_{0}\,}. To pomeni, da velja {\displaystyle f(f(\dots f(x_{0})\dots ))=f^{n}(x_{0})=x_{0}\,}, kar je pomemben določitveni premislek pri rekurzivnem določevanju vrednosti f. Množica negibnih točk se včasih imenuje negibna množica.
Če je na primer realna funkcija f določena kot:
{\displaystyle f(x)=x^{2}-3x+4\!\,,}
je x = 2 njena negibna točka, saj velja f(2) = 2. Funkcija:
{\displaystyle f(x)=x^{2}-3x+3\!\,}
ima dve negibni točki, x = 1 in x = 3, saj velja f(1) = 1 in f(3) = 3.
Vse funkcije nimajo negibnih točk. Če je na primer f funkcija določena z realnimi števili kot f(x) = x + 1, nima nobene negibne točke, saj x ni nikoli enak x + 1 za poljubno realno število. V geometrijskem smislu negibna točka pomeni, da točka (x, f(x)) leži na premici y = x, oziroma da v negibni točki graf funkcije f seka to premico.
Točka, v katerih ima funkcija po končnem številu iteracij enako vrednost:
{\displaystyle f(f(\dots f(x_{0})\dots ))=x_{0}\!\,,}
se imenuje periodična točka - negibna točka je periodična točka s periodo enako 1. V projektivni geometriji se negibna točka projektivnosti imenuje dvojna točka.

## Privlačne negibne točke
Privlačna negibna točka funkcije f je takšna negibna točka x0 funkcije f, da za vsako vrednost x v definicijskem območju, ki je dovolj blizu x0, zaporedje iteracij:
{\displaystyle x,\ f(x),\ f(f(x)),\ f(f(f(x))),\dots \!\,}
konvergira k x0. Izraz potrebnih pogojev in dokaz takšne rešitve podaja Banachov izrek o negibni točki.
Naravna trigonometrična funkcija kosinus (»naravna« pomeni vrednosti njenih argumentov v radianih in ne stopinjah ali drugih enotah) ima točno eno negibno točko, ki je privlačna:
{\displaystyle \cos x=x\!\,.}
V tem primeru »dovolj blizu« sploh ni strog kriterij, kar se lahko pokaže tako da se začne s poljubnim realnim številom in se zaporedoma pritiska tipka cos na kalkulatorju (ki mora biti pri tem v načinu »radianov«). Sčasoma vrednost konvergira k vrednosti 0,739085133 (pri kotu 42,346°), ki je negibna točka. V njej graf kosinusne funkcije seka premico {\displaystyle y=x}. To število se imenuje Dottiejino število (OEIS A003957).
Vse negibne točke niso privlačne. x = 0 je na primer negibna točka funkcije f(x) = 2x, vendar iteracija te funkcije za vrednosti različne od 0 hitro divergira. Če je funkcija f vseeno zvezno odvedljiva v odprti okolici negibne točke x0 in velja {\displaystyle |f\,'(x_{0})|<1}, je privlačnost zagotovljena.
Privlačne negibne točke so posebni primer širšega matematičnega koncepta atraktorjev.
Privlačna negibna točka je stabilna negibna točka, če je stabilna tudi po Ljapunovu.
Negibna točka je nevtralno stabilna negibna točka, če je stabilna po Ljapunovu, vendar ni privlačna. Središče homogene linearne diferencialne enačbe 2. reda je zgled nevtralno stabilne negibne točke.